# Camillo Filippo Ludovico Borghese

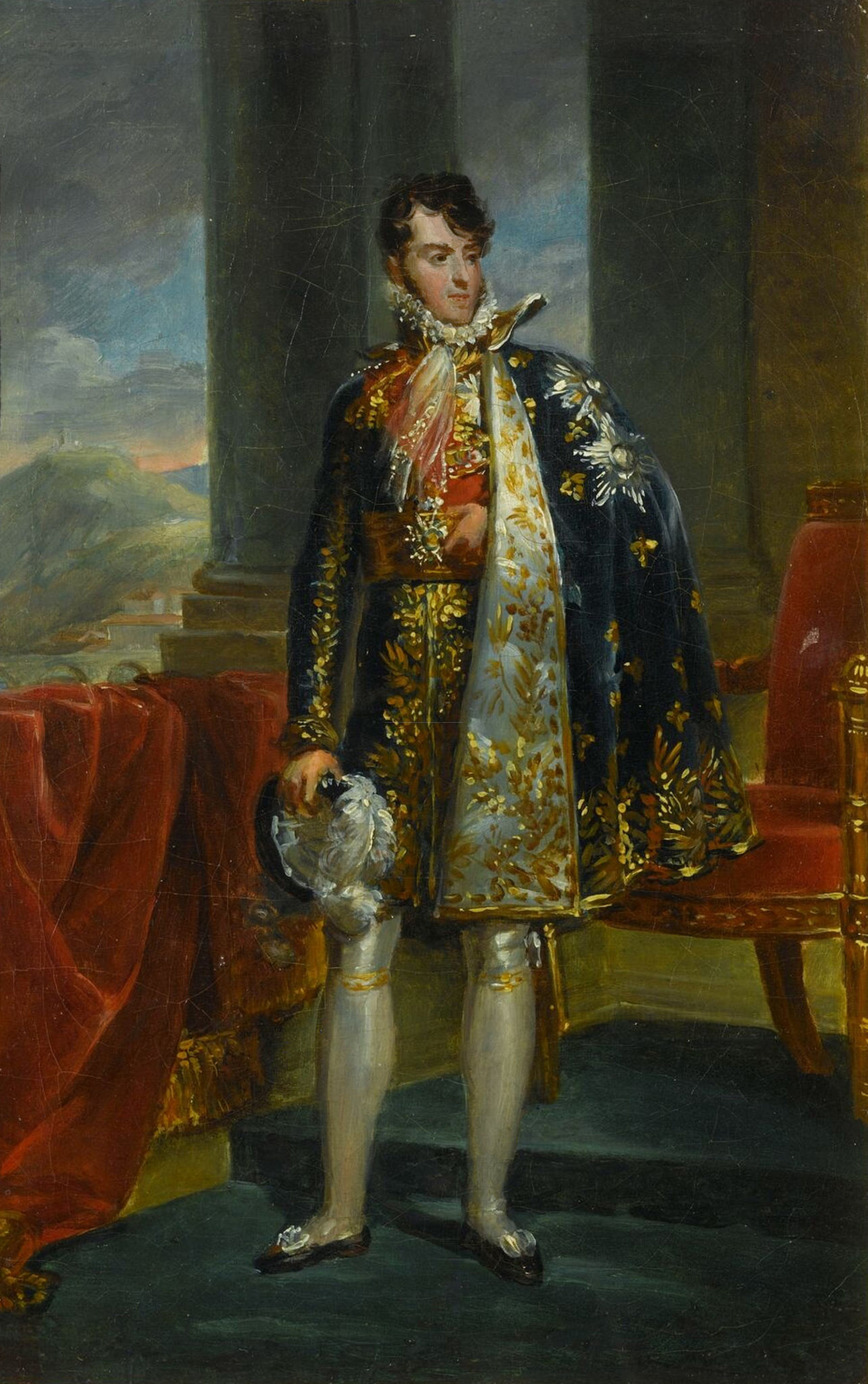
Camillo Borghese, geschilderd door François Gérard.

Camillo Filippo Ludovico, prins Borghese, prins van Sulmona en Rossano (Rome, 19 juli 1775 - Florence, 10 april 1832) was een militair in het Franse leger en de echtgenoot van Pauline Bonaparte. Hij was als zoon van Marcantonio IV Borghese een telg uit het bekende Italiaanse geslacht Borghese.
Hij trad in 1796 in Franse dienst en huwde op 6 november 1803 Pauline, de tweede zuster van Napoleon Bonaparte en weduwe van generaal Charles Leclerc. In 1804 werd hij als prince de l'Empire in de Franse adelstand verheven. Hij werd in 1805 eskadronleider van de keizerlijke garde, snel daarop kolonel en nog later divisiegeneraal. In 1806 werd hij benoemd tot hertog van Guastalla, in 1808 tot gouverneur-generaal van Piëmont en in 1809 tot opperbevelhebber van de 27e en 28e legerdivisie.
Borghese zag zich in 1807 genoodzaakt de kunstcollectie van zijn familie aan Napoleon te verkopen maar wist deze in 1815 deels weer in handen te krijgen. Na de val van Napoleon gaf hij zich over aan de Oostenrijkers en handhaafde gedurende de machtsoverdracht de orde. Hij verliet Pauline en bracht zijn tijd na 1818 afwisselend in Florence en Rome door. Hij stierf op 10 april 1832 te Florence.
- Bibliothèque nationale de France: cb13331203j (data)
- Gemeinsame Normdatei: 121007472
- International Standard Name Identifier: 0000 0000 6146 7553
- Library of Congress Control Number: nr98017993
- Base Léonore: LH//297/3
- SNAC: w66q30qg
- Système universitaire de documentation: 243597606
- Virtual International Authority File: 30381871
- WorldCat: E39PBJkxPgvDMKWg8KhWMRrwmd